# ラジェンドラ・パチャウリ

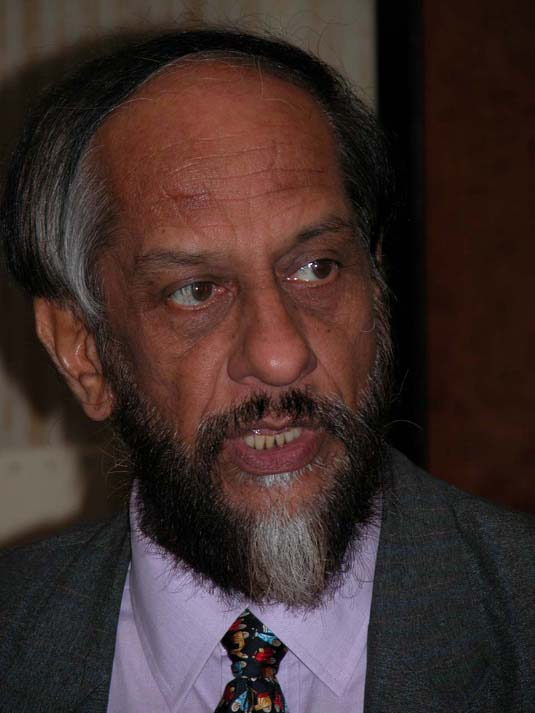
ラージェーンドラ・パチャウリー

ラージェーンドラ・クマール・パチャウリー（英語：Rajendra Kumar Pachauri, ヒンディー語：राजेंद्र कुमार पचौरी, 1940年8月20日 - 2020年2月13日）は、環境エネルギー問題の専門家。気候変動に関する政府間パネル(IPCC)の議長を2002年から2015年までの2期13年務めた。2002年よりIPCCの3代目の議長となり、2007年にはアル・ゴアと共にIPCCがノーベル平和賞を受賞した。

## 生涯
インドで生まれ、アメリカのノースカロライナ州立大学で学ぶ。
インドの財閥タタ・グループのタタ・エネルギー研究所の所長や日本の財団法人・地球環境戦略研究機関の理事を務める。2007年の来日時には立命館大学から名誉博士号を授与され、2009年には日本政府から旭日重光章を叙勲されている。
2015年2月24日にセクハラ疑惑によりIPCCの議長職を退任。議長代行にはギズーリ副議長が就いた。
2020年2月13日、ニューデリー市内の病院で死去。79歳没。

## 人物
- 自身が厳格なベジタリアンであり、地球温暖化を防止するためにも肉の消費を減らすことをすすめている[3]。
- 日本のクールビズを素晴らしい手本だとし、ライフスタイルの転換の必要性を訴えている[4]。

## 栄典
- パドマ・ブーシャン（インド、2001年・2008年）
- 旭日重光章（日本、2009年秋）
- レジオンドヌール勲章オフィシエ（フランス、2009年）
- フィンランド白薔薇勲章（フィンランド、2010年）

## 著書
- ラジェンドラ・パチャウリ、原沢英夫 『ラジェンドラ・パチャウリ地球温暖化IPCCからの警告』日本放送出版協会、2008年1月。ISBN 978-4140812242。

## 外部サイト
- UN scientist backs '350' target for CO2 reduction. (in English)